# Jean Cordier
Jean Cordier (1874-1915) est un officier français, combattant de la Première Guerre mondiale. Il commande pendant neuf mois le 4e bataillon de chasseurs à pied dans l’Artois et à Ypres. Il est tué le 22 juin 1915 dans les tranchées du Labyrinthe, au nord d’Arras.

## Biographie
Jean Jules Cordier naît le 7 avril 1874 à Évreux. Il est le fils d’Urbain Cordier, ingénieur des ponts et chaussées et officier de la légion d’honneur. Il est reçu en 1893 à Saint-Cyr dont il sort sous-lieutenant au 28e régiment d'infanterie, en garnison sur ses terres natales. Promu lieutenant, il embarque en 1899 pour Tunis, où il rejoint le 4e régiment de zouaves. De l’été 1900 à l’été 1901, il fait partie du corps expéditionnaire envoyé en Chine par l’alliance des huit nations pour réprimer la révolte des boxers. Il intègre en 1904 l’école supérieure de guerre, à Paris.
Le 14 février 1906, Jean Cordier épouse Madeleine Beaudenom de Lamaze, fille du général de Lamaze et de Cécile de la Croix-Vaubois, en l’église Saint-Louis des Invalides (Paris 7e).
En janvier 1907, il est envoyé à Alger, auprès de l’état-major du 19e corps d’armée. Il est promu capitaine et participe en 1908 à l’occupation d’Oujda pendant la campagne du Maroc. À l’automne 1908, il rejoint le 25e bataillon de chasseurs à pied, en garnison dans la Meuse. Il est attaché à l’état-major du 20e corps d'armée à Nancy en 1910. Trois ans plus tard, il est transféré au  4e bataillon de chasseurs à pied.

### Première Guerre mondiale
En juillet 1914, Jean Cordier est en garnison à Saint-Nicolas-de-Port, entre Lunéville et Nancy, à la frontière de l’Alsace-Lorraine cédée à l’Empire allemand en 1871. Au déclenchement du plan XVII de mobilisation le 2 août, le 4e BCP, commandé par Gustave Paul Lacapelle, fait partie de la 11e division d’infanterie du général Balfourier incorporée au 20e corps d’armée du général Foch, lui-même intégré à la 2e armée du général de Castelnau. Le 6 août 1914, les chasseurs partent en couverture vers Chambrey. Ils tirent leurs premiers coups de fusil devant Vic-sur-Seille

#### Bataille de Lorraine
La 2e armée (avec le 20e corps sur son aile gauche) franchit la frontière le 14 août et s’avance vers Morhange, dans le piège conçu par le général von Moltke qui veut attirer les Français dans le pays des étangs. Ils se heurtent à la 6e armée du prince Rupprecht de Bavière. Après une semaine, le piège se referme le 20 août. Les assauts bavarois submergent la 2e armée et Castelnau, informé par son aviation de l’étau qui l’encercle, décide la retraite avant midi. Les chasseurs du 4e bataillon protègent le repli du 20e corps. Ils honorent leur réputation de tireurs d’élite et sont les derniers à rejoindre les lignes françaises une fois la nuit tombée. On compte parmi les chasseurs tués devant Morhange l’un des fils du général de Castelnau, qui se brouille définitivement avec Foch après la bataille. Le 20e corps passe sous le commandement du général Balfourier.
Castelnau se replie vers Nancy, poursuivi par les Allemands qui occupent Lunéville. Du 4 au 11 septembre, les chasseurs participent à la bataille du Grand-Couronné, remportée par les Français malgré leur infériorité numérique et la puissance de feu allemande. Cordier devient le chef du 4e bataillon, succédant à Lacapelle qui est promu au 37e régiment d’infanterie.

#### Bataille de l’Artois
Du 19 au 25 septembre, la 11e division se transporte vers Amiens par voie ferrée avec l’armée de Castelnau. La bataille d’Albert succède à la bataille de l’Aisne dans la « course à la mer ». Le bataillon de Cordier avance sur les rives de la Somme et s’empare d’Éclusier et de Frise le 26 septembre. Le lendemain, une charge allemande est mise en déroute par les tirs des chasseurs français. L’avancée s’arrête devant Herbécourt où l’ordre est donné de se retrancher : c’est le début de la guerre de positions. Le 20e corps (« le corps de fer ») et la 11e division (« la division de fer ») sont cités à l’ordre de l’armée et reçoivent les félicitations de Joffre pour leur bravoure. En octobre, le bataillon de Cordier s’empare de Carnoy et chemine vers Arras, affrontant les Allemands à Hannescamps puis à Monchy-le-Preux.

#### Batailles d’Ypres
Le 1er novembre, le 20e corps est envoyé sur le front belge, où s’achève la « course à la mer » avec la première bataille d'Ypres. Le 4e BCP prend position dans les bois de Saint-Éloi le 11 novembre. Les charges allemandes se succèdent pendant trois jours et les chasseurs subissent des pertes importantes. Le 16 novembre, le bataillon de Cordier est repositionné à Langemarck et contribue aux travaux dans les tranchées inondées par la vase. Il réalise deux percées en décembre, à Saint-Éloi le 14 et près de Bikschote la veille de la trêve de Noël. Au début de l’année 1915, il combat aux côtés des Britanniques dans le secteur de Zillebeke, puis de nouveau à Langemarck.
À la mi-avril, le 20e corps de Balfourier est relevé du front par la British Army. Le 4e bataillon de chasseurs à pied passe de la 11e à la 153e division d'infanterie. Le 22 avril, ils sont à l’arrière du front lorsque les Allemands déclenchent la deuxième bataille d'Ypres avec une attaque au dichlore, un gaz toxique qui asphyxie plus de mille soldats des troupes coloniales. Cette nouvelle arme  permet de battre en brèche les lignes françaises sur plus de six kilomètres.
Le bataillon de Cordier est envoyé en urgence dans le secteur, à Pilkem, où il est gazé à son tour par les Allemands le 26 avril : plus d’une centaine de ses hommes sont tués. Les combats se poursuivent et le 4e BCP parvient à repousser l’ennemi sur la rive droite de l’Yperlée dans la nuit du 16 au 17 mai, à côté de Lizerne,. Entre le mois de janvier et le départ du front belge, au début du mois de juin, les pertes du bataillon se sont élevées à plus de 200 tués et à 500 blessés (pour des effectifs autour de 1200 hommes).

#### Mort dans le «Labyrinthe»
Mis au repos le 8 juin, les chasseurs sont transportés à Saint-Pol, pour rejoindre le 20e corps d’armée engagé dans la bataille de l’Artois. Ils sont envoyés le 16 juin entre Neuville-Saint-Vaast et Écurie, dans le « Labyrinthe », un secteur de tranchées allemandes s’étalant sur deux kilomètres et formant un saillant sur la ligne de front. Après des semaines de combats sanglants, la confusion y règne : l’état-major déclare que le labyrinthe est sous contrôle le 16 juin alors que les hostilités se poursuivent. Le 4e BCP est en première ligne à partir du 19 juin, dans le « boyau de la vase ». Ils livrent des combats d’une intensité extrême : les explosions de grenades et les tirs d’obus font s’écrouler les tranchées. Le 21 juin, jour de solstice, les chasseurs résistent à deux assauts allemands (le premier à une heure du matin et le second après le coucher du soleil). Le Labyrinthe est jonché de cadavres. À six heures du matin le lendemain, parti en reconnaissance dans les boyaux en première ligne, Jean Cordier est tué par un tir à la tête,, (la balle aurait sectionné son artère carotide,,). Son bataillon reçoit l’ordre de se retirer du Labyrinthe. Une centaine de ses hommes y sont morts en quatre jours,.
Ses obsèques sont célébrées en l’Église Notre-Dame de Versailles. Il était père de six enfants.
En avril 1916, lors de la bataille de Verdun, au bois Camard, à proximité de la cote 304, un boyau creusé par le 4e BCP est nommé en souvenir de Jean Cordier,.

## Décorations
- Chevalier de la Légion d’honneur (1912)[1]
- Croix de Guerre 1914-1918
- Officier du Nichan Iftikhar
- Médaille commémorative de Chine (1901)
- Médaille commémorative du Maroc (1908)

## Sources
1. 1 2 3 4  « Notice de Jean Jules Cordier (1874-1915) aux archives nationales (cote : LH//589/35) »
2. ↑  « Notice d’Urbain Cordier aux archives nationales (LH//589/76) »
3. ↑  « Le Figaro du dimanche 18 février 1906 »
4. 1 2 3 4 5 6 7  « Historique du 4e bataillon de chasseurs à pied (1914-1918) »
5. 1 2  « 4ème Bataillon de Chasseurs à Pied - Flandres janvier - juin 1915 », sur Google My Maps (consulté le 11 février 2024)
6. 1 2 3  « Mémoire des Hommes - JMO du 4ème BCP », sur www.memoiredeshommes.sga.defense.gouv.fr (consulté le 11 février 2024)
7. ↑  « Le Temps », sur Gallica, 24 juin 1915 (consulté le 21 février 2024)
8. 1 2  « Visionneuse - Mémoire des Hommes », sur www.memoiredeshommes.sga.defense.gouv.fr (consulté le 9 mars 2024)
9. 1 2  « 4ème Bataillon de Chasseurs à Pied - Artois Labyrinthe - Juin & Juillet 1915 », sur Google My Maps (consulté le 18 février 2024)
10. ↑  « Nécrologie publiée dans Le Gaulois du 7 juillet 1915 »
11. ↑  « Le Figaro du 19 juillet 1915 »
12. ↑  « 4ème Bataillon de Chasseurs à Pied - Verdun - Fin Décembre 1915 à Mai 1916 », sur Google My Maps (consulté le 9 mars 2024)